# Liste der Monuments historiques in Lapouyade
Die Liste der Monuments historiques in Lapouyade führt die Monuments historiques in der französischen Gemeinde Lapouyade auf.

## Liste der Objekte
| Bezeichnung | Beschreibung          | Standort                           | Kennzeichnung | Schutzstatus | Datum | Bild |
| ----------- | --------------------- | ---------------------------------- | ------------- | ------------ | ----- | ---- |
| Glocke      | Bronze, 1543 gegossen | in der Kirche Ste-Madeleine (Lage) | PM33000560    | Classé       | 1942  |      |